# Maribel Guardiola
María Isabel Guardiola Savall (Bolulla, 1973) es una profesora universitaria española, miembro de la Academia Valenciana de la Lengua desde 2017. Es profesora del departamento de Filología Catalana de la Universidad de Alicante, donde pertenece a los grupos de fraseología y traducción multilingüe.

## Biografía
Es licenciada en Filosofía y Letras en la rama de Filología Valenciana y Filología Hispánica. Tiene un doctorado en Lengua y Literatura Catalanas obtenido en 2004 en la Universidad de Alicante. También se ha formado en la Universidad Pompeu Fabra.

## Academia Valenciana de la Lengua
Fue elegida miembro de la Academia Valenciana de la Lengua el 21 de julio de 2017 por mayoría absoluta de sus miembros, ocupando la plaza que había dejado vacante Josep Lluís Doménech en septiembre de 2016 por su fallecimiento. Su nombramiento fue apoyado por 14 de los 20 miembros. Fue la única candidata ya que en las otras dos aspirantes, Sandra Montserrat y Maria Àngels Diéguez, fueron descartadas en marzo al no obtener los votos suficientes. Anteriormente ya había colaborado con la Sección de Onomástica de la AVL en trabajos de toponimia. Tomó posesión de su puesto el 18 de octubre en una ceremonia celebrada en el Palacio de la Generalidad de Valencia.